# أرشيف المغرب
أرشيف المغرب هي مؤسسة مغربية عمومية تتمتع بالشخصية المعنوية والاستقلال المالي، مقرها بمدينة الرباط عاصمة المملكة المغربية، أحدثت بموجب القانون رقم 69.99  المتعلق بالأرشيف، الصادر بتنفيذه الظهير رقم 1.07.167 المؤرخ ب 19 من ذي القعدة 1428 (30 نوفمبر 2007)، وتناط بها أساسا مهمة صيانة تراث الأرشيف الوطني والقيام بتكوين أرشيف عامة وحفظها وتنظيمها وتيسير الاطلاع عليها لأغراض إدارية أو علمية أو اجتماعية أو ثقافية.
تمارس مؤسسة أرشيف المغرب اختصاصات النهوض ببرنامج تدبير الأرشيف، صيانة تراث الأرشيف الوطني والنهوض به، وضع معايير لعمليات جمع الأرشيف وفرزها وإتلافها وتصنيفها ووصفها وحفظها الوقائي وترميمها ونقلها في حوامل مخصصة للأرشيف، والنهوض بمجال الأرشيف عن طريق البحث العلمي والتكوين المهني والتعاون الدولي. كما تناط بأرشيف المغرب مهام جمع مصادر الأرشيف المتعلقة بالمغرب والموجودة في الخارج ومعالجتها وحفظها وتيسير الاطلاع عليها.

## مهام المؤسسة
تضطلع مؤسسة أرشيف المغرب أساسا بمهمة صيانة التراث الأرشيفي الوطني وتكوين أرشيف عام وحفظه وتنظيمه وتيسير الاطلاع عليه، وذلك من خلال :
1. النهوض ببرنامج تدبير الأرشيف العادي والوسيط الذي بحوزة مصالح الدولة والجماعات الترابية والمؤسسات والمقاولات العمومية والهيآت الخاصة المكلفة بتدبير مرفق عام، وتنسيقه.
2. صيانة التراث الأرشيفي الوطني والنهوض به وتثمينه.
3. وضع معايير لعمليات جمع الأرشيف وفرزه وإتلافه وتصنيفه ووصفه وحفظه الوقائي وترميمه ونقله في حوامل مخصصة للأرشيف.
4. النهوض بمجال الأرشيف عن طريق البحث العلمي والتكوين المهني والتعاون الدولي.

وبعبارات أوضح :
- مواكبة وتقديم الدعم لمصالح الدولة وللجماعات الترابية من أجل إعداد وتنفيذ برامجها المتعلقة بتدبير الأرشيف.
- جمع ومعالجة وحفظ الأرشيف النهائي لمصالح الدولة والجماعات الترابية وأرشيف الخواص.
- إتاحة التراث الأرشيفي المحفوظ لديها للباحثين وعموم المهتمين.
- تثمين هذا التراث من خلال تنظيم أنشطة تربوية وعلمية وثقافية.

## خدمات الدعم والمواكبة
تلتزم مؤسسة أرشيف المغرب بمواكبة وبتقديم الدعم التقني اللازم لمصالح الدولة وللجماعات الترابية وللهيئات الخاصة المكلفة بتدبير مرفق عام من أجل إعداد وتنفيذ برامجها المتعلقة بتدبير أرشيفها، لا سيما في ما يتعلق ب :
- إعداد الجداول الزمنية للحفظ والتأشير عليها.
- ضبط ومراقبة شروط حفظ أرشيفها العادي والوسيط.